# Liliane Bettencourt
Liliane Henriette Charlotte Bettencourt (nhũ danh Schueller; phát âm tiếng Pháp: [lil.jan be.tɑ̃.kuːʁ]; 21 tháng 10 năm 1922 – 21 tháng 9 năm 2017), là một nhà thừa kế người Pháp, socialite và doanh nhân. Bà là một trong những cổ đông chính của L'Oréal và theo Forbes, bà là người phụ nữ giàu nhất trên thế giới, khiến bà là người giàu thứ 14 trên thế giới với tài sản trừ nợ là 39,5 tỷ US$, như phiên bản "danh sách tỷ phú" năm 2017. Với tài sản trừ nợ lớn nhất hơn 40 tỷ, bà là người phụ nữ giàu nhất trong lịch sử.